# Sabra (Gaza)
Sabra (en árabe: الصبرة‎) es un barrio en la parte occidental de la ciudad de Gaza (Palestina). Fue establecido durante el Mandato británico de Palestina. Contiene el símbolo municipal de la ciudad, construido en la década de 1930 al sur de la calle Omar Mukhtar. Sabra recibe su nombre de la familia homónima, cuyo origen era este barrio.
El barrio dispone de un centro de salud de la Agencia de Naciones Unidas para los Refugiados de Palestina en Oriente Próximo (UNRWA).